# 品川区立第三日野小学校
品川区立第三日野小学校（しながわくりつだいさんひのしょうがっこう）は東京都品川区上大崎の公立小学校。

## 教育目標
- 心豊かな子
- よく考える子
- たくましい子

## 沿革
- 1920年（大正9年） - 第三日野尋常小学校建設が決定
- 1921年（大正10年 - 校舎建設工事開始
- 1922年（大正11年） - 東京府荏原郡大崎町立第三日野尋常小学校開校
- 1925年（大正14年） -小プール完成
- 1926年（大正15年）
  - 荏原郡初の公式プール完成
  - 全国ドッジボール大会全国優勝
- 1932年（昭和7年） - 特別教室完成
- 1935年（昭和10年）
  - プール拡大
  - 校庭舗装
- 1941年（昭和16年） - 東京市第三日野国民学校に名称変更
- 1945年（昭和20年）5月 - 東京大空襲により校舎全焼
- 1946年（昭和21年）4月 - 品川区立芳水小学校校舎を借りて正式に授業再開
- 1947年（昭和22年）
  - 1月 - 給食開始
  - 4月 - 東京都品川区第三日野小学校に名称変更
  - 4月 - 木造校舎完成
- 1952年（昭和27年） - 学校開校30周年記念で校歌完成
- 1956年 (昭和31年) - TBSこども音楽コンクール他多数のコンクール優勝
- 1959年（昭和34年） - 鉄筋校舎完成
- 1962年（昭和37年） - 屋内体育館完成
- 1974年（昭和49年） - 都立立川養護学校品川分校「なかよし学級」開校（昭和57年3月に廃止）
- 1977年（昭和52年） - 組み立て式プール完成
- 1981年（昭和56年） - 中国ハルビン市市継紅小学校と兄弟校に
- 1982年（昭和57年） - 学校開校60周年記念で「三日野音頭」完成
- 1984年（昭和59年） - 第二運動場、歩道橋完成
- 1988年（昭和63年） - 体育館完成
- 1989年（平成元年）
  - 埋め込み式プール完成
  - 校庭をサーファス舗装
- 1991年（平成3年） - 児童代表が中国訪問
- 1992年（平成4年） - 学校開校70周年記念で「三日野讃歌」完成
- 1994年（平成6年） - 和室・視聴覚室・小会議室完成
- 1995年（平成7年） - パソコン室完成
- 2002年（平成14年）
  - 図工の授業「カーペンターズ」、読売教育賞美術教育部門最優秀賞受賞
  - 合唱部、TBSこども音楽コンクール優秀賞受賞
- 2008年（平成20年）-校舎の全面的改築工事開始
- 2010年（平成22年）-新校舎完成
- 2011年（平成23年）- 新校舎落成記念式典
- 2020年（令和2年） -新型コロナウイルスのせいで全校2か月間臨時休校になる。全校児童にタブレット配布

## カーペンターズ
- 1999年（平成11年）から図工の授業の一環として行われている。毎年小学5年生が班に分かれ、ベニヤ板などの木材を使い校庭に家を造るという内容で、2002年には読売教育賞美術教育部門最優秀賞を受賞した。
- 題材とする2004年公開の映画『トントンギコギコ図工の時間』（監督:野中真理子）は文化庁文化記録映画優秀賞を受賞した[3]。
- 2018年（平成30年）で幕を下ろした。

## 児童数
| 学年   | 児童数 | 学級数 |
| ------ | ------ | ------ |
| 1年生  | 107名  | 4学級  |
| 2年生  | 140名  | 4学級  |
| 3年生  | 131名  | 4学級  |
| 4年生  | 131名  | 4学級  |
| 5年生  | 128名  | 4学級  |
| 6年生  | 103名  | 3学級  |
| 全学年 | 740名  | 23学級 |

## 学校周辺
- 池田山公園 （隣接）
- NTT東日本関東病院
- 東京医療保健大学
- ねむの木の庭

## 参考資料
- 『開校100周年記念誌 三日野』

発行日：2023年10月31日
発行者：品川区立第三日野小学校